# Tehrik-e-Jafaria
Die Tehrik-e Jafaria (persisch تحریکِ جعفریه Tehrīk-e dschaʿfarīya) ist eine schiitische religiöse Organisation in Pakistan. Die Organisation entstand nach der Abspaltung 1979 von der Tehrik-e-Nifaz-e-Fiqh-e-Jafaria, die von Agha Syed Hamid Ali Shah Moosavi angeführt wurde. Nachdem die Tehrik-e-Jafaria am 14. Januar 2002 durch die pakistanische Regierung verboten wurde, formierte sie sich neu und nannte sich Islami Tehrik.

## Geschichte
Die TJ spaltete sich nach dem Tod von Mufti Jafar Hussain  in zwei Gruppen, die TNFJ-Agha Syed Hamid Ali Shah Moosavi und die  TNFJ-Arif Hussaini. Arif Hussain Hussaini, ein Student von Ruhollah Chomeini, der die iranische Revolution anführte, wurde wegen ideologischen Differenzen der Vorsitzende der Tehrik-e-Jafaria. Arif Hussain Hussaini änderte den Namen der
TNFJ  1988 in den heutigen Namen der Partei. Der Anführer der anderen Gruppe, Agha Syed Hamid Ali Shah Moosavi, behielt den Namen seiner Partei bei. Arif Hussain wurde beim Weg zum Morgengebet in Peshawar 1988 erschossen. Anhänger der Sipah-e-Sahaba  werden für seinen Tod verantwortlich gemacht. Die Partei wird seitdem von  Syed Sajid Ali Naqvi geleitet. Die Popularität der Tehreek-e-Jafaria nahm mit dem Tod von Zia ul Haq ab. Die Schiiten in Pakistan unterstützten die Politik von Zia ul Haq. Die Wahl von Benazir Bhutto zur Premierministerin Pakistans führte zum Ende der Diskriminierung der Schiiten. Sie fühlten sich nicht mehr bedroht. Die Diskriminierung gegen Schiiten dauert jedoch bis heute an. Die Jafaria Students Organization Pakistan ist der Studentenflügel der TJ und wurde 1997 gegründet.

## Ideologie
Der Islam ist nach Willen der TJP die Ideologie Pakistans. Eine Verschwörung sollte Pakistan durch die Ideologie ein sektiererisch Staat in der Zeit von Zia ul Haq werden lassen. Die Gründung der Tehrik e Jafaria war somit notwendig. Der Zweck der TJ ist der Schutz der Rechte von Schiiten in Pakistan und sie im Parlament zu vertreten. Sie fordern keinen schiitischen islamischen Staat und unterhalten Beziehungen zur sunnitischen Organisation Sunni Ittehad Council. Sie traten aus diesem Grund dem Bündnis aus religiösen Parteien, Muttahida Majlis-e-Amal, bei, das bei der Parlamentswahl 2002 53 Sitze im Parlament holte.

## Sanktionen
Die TJ wurde 2002 durch die pakistanische Regierung verboten und Anhänger festgenommen. Die TJ wurde 2011 ein weiteres Mal verboten. Die Schiiten wurden seit 2005 Opfer von gezielten Anschlägen durch islamistische Organisationen. Die Tehreek-e-Jaferia verfügt jedoch über keine Verbindungen zum Militär.